# Ceguaca (ort)
Ceguaca är en ort i Honduras.   Den ligger i departementet Departamento de Santa Bárbara, i den västra delen av landet, 130 km nordväst om huvudstaden Tegucigalpa. Ceguaca ligger 520 meter över havet och antalet invånare är 1 239.
Terrängen runt Ceguaca är huvudsakligen kuperad, men åt nordost är den bergig. Runt Ceguaca är det ganska glesbefolkat, med 34 invånare per kvadratkilometer. Närmaste större samhälle är Santa Bárbara, 13,8 km norr om Ceguaca. Omgivningarna runt Ceguaca är en mosaik av jordbruksmark och naturlig växtlighet.